# Гасни јонизациони детектор
Гасни јонизациони детектори се користе у експерименталној физици елементарних честица за детекцију фотона и честица са довољном енергијом да јонизују атоме или молекуле гаса и у апликацијама   за мерење јонизујућег зрачења у циљу заштите.

## Основне информације
Пролазом зрачења кроз детекциону средину може доћи до веома разноврсних процеса. Најопштије речено, зрачење пролазећи кроз детекциону средину троши енергију на јонизацију и екцитацију атома и молекула. Јонизацијом је један део неутралних система , као што су атоми и молекули, раздвојен у наелектрисане системе-јона. Енергија је утрошена на добијање извесне количине електрицитета, позитивног и негативног у подједнакој количини. Под извесним условима тај електрицитет може да се усмери на добијање електричног импулса, који се онда појачава,мери и региструје. Начин добијања импулса зависи од природе детекционе средине.
Гасни јонизациони детектори чине важну групу инструмената који се користе за детекцију и мерење зрачења јонизујући ефекат зрачења на сензор напуњен гасом. Ако честица има довољно енергије да јонизује атом или молекул гаса, настали електрони и јони изазивају струјни ток који се може мерити. 

## Модели
Данашњи детектори користе неке гасове и неке врсте чврстих тела . Процеси у гасовима су нешто једноставнији јер се јони слободније крећу него у чврстим телима.Отуда широка употреба гасних детектора  који се по начину функционисања могу да поделе у три групе:   
- јонизационе коморе,

- пропорционалнe бројачe,

- Гајгер-Милерове бројаче.

У гасне детекторе засноване на јонизацији , такође спада Вилсонова комора или  маглена комора мерни инструмент којим се прате трагови јонизујућег зрачења (алфа-честице, бета-честице, гама зраци, рендгенски зраци итд.), а састоји се од коморе у којој је презасићена водена пара, којој да би се кондензовала недостају центри кондензације, те је за око и камеру невидљива. Међутим , она се данас не употребљава за мерења зрачења  ниске енергије какву емитују радиоактивни изотопи. 
Сви модели ових детектота имају исти основни дизајн, који се састоји од две електроде раздвојене ваздухом или посебним гасом за пуњење, али сваки од њих користи другачији метод за мерење укупног броја јонских парова који су сакупљени.  Јачина електричног поља између електрода, врста и притисак гаса за пуњење одређују одговор детектора на јонизујуће зрачење.

### Јонизационе коморе
Најстарији гасни детектор је јонизациона комора која је у примитивној форми служила за мерење јонизације, још пре него што је откривена радиоактивност. 
У јонизационим коморама сакупљају се јони које ослободи јонизујућа честица. Напон се обично подеси тако да је рекомбинација занемарљива и број сакупљених јона приближно једнак укупном броју јона које је честица ослободила. Сакупљањем јона производи се електрични импулс који сигналише пролаз честице и садржи у себи све податке које можемо да добијемо о њој. Сигнал се преноси у електронски део апаратуре који га даље обрађује и региструје. 
Јонизационе коморе раде при ниској јачини електричног поља, одабраном тако да нема умножавања гаса. Јонска струја се генерише стварањем "јонских парова", који се састоје од јона и електрона. Јони одлазе на катоду док слободни електрони одлазе на аноду под утицајем електричног поља. Ова струја је независна од примењеног напона ако уређај ради у „подручју јонске коморе“. 
Јонске коморе су пожељније за велике брзине дозе зрачења јер немају "мртво време"; феномен који утиче на тачност Гајгер-Милерове цеви при високим дозама.
Предности
Предности су:
- добар уједначен одговор на гама зрачење
- тачно очитавање укупне дозе,
- способност да мери веома високе стопе зрачења,
- рајни високи нивои зрачења не деградирају гас за пуњење.

Недостаци
Недостаци јонизационеих комора су:
- мала излазна снага која захтева софистицирано коло електрометра
- рад и тачност на коју лако утиче влага.[1]

### Пропорционални бројачи
Пропорционални бројачи раде на нешто вишем напону, одабраном тако да се генеришу дискретне лавине. Сваки јонски пар производи једну лавину тако да се генерише импулс излазне струје који је пропорционалан енергији депонованој зрачењем. Ово је у региону „пропорционалног бројања“.
Термин "гас пропорционални детектор" (ГПД) се генерално користи у радиометријској пракси, а својство да може да детектује енергију честица је посебно корисно када се користе равни низови велике површине за детекцију и дискриминацију алфа и бета честица, као што је код инсталираног особља. 
Жичана комора је вишеелектродни облик пропорционалног бројача који се користи као истраживачки алат.
Предности
Предности су:
- могућност мерења енергије зрачења
- пружања спектрографских информација,
- разликовања између алфа и бета честица,
- могућност конструисања детектора велике површине.

Недостаци
Недостаци су:
- анодне жице су деликатне и могу изгубити ефикасност у детекторима протока гаса због таложења,
- ефикасност и рад на које утиче улазак кисеоника у гас за пуњење,
- мерни прозори се лако оштећују у детекторима великих површина.

Гасни детектори са микро узорком (МПГД) су гасни детектори високе грануларности са растојањем испод милиметара између анодне и катодне електроде. Главне предности ових микроелектронских структура у односу на традиционалне жичане коморе укључују: способност бројања, временску и позициону резолуцију, грануларност, стабилност и тврдоћу зрачења.  Примери МПГД-а су микротракаста гасна комора, множилац гасних електрона и микромега детектор.

### Гајгер-Милеров бројач (ГМ)
Од свих гасних детектора, ГМ бројач има највећу осетљивост и даје највећи импулс. Довољно је да честица произведе који пар јона у активном волумену па да се добије импулс од 0,1-1 волта. Међутим,импулс је исти за све честице,што значи да ГМ бројач не може да ради као спектрометар. Геигер-Милерови бројачи обично имају цилиндричну симетрију.  
Гајгер-Милерове цеви (метални цилинар) су примарне компоненте Гајгерових бројача. Метални цилиндар служи као катода кроз чију осовину пролази жица од волфрама или челика који не рђа, дебљине 0,02-0,2 mm. Он ради на још већем, одабраном напону тако да сваки пар јона ствара лавине, емисијом УВ фотона које се шире дуж анодне жице, а суседни гас јонизује се само од једног јона, догађај у пару. Тренутни импулси произведени јонизујућим догађајима се прослеђују електроници за обраду која може да изведе визуелни приказ брзине бројања или дозе зрачења, а обично у случају ручних инструмената, аудио уређај производи кликове.
Функционисање ГМ бројача зависи од примењеног напона. При ниском напону бројач не ради. После извесног повећања напона бројач проради. Ако се напон и даље повећава број импулса нагло расте,да би затим при даљој промени напона врло мало растао. Најпогодније је да се ради са нопом негде у средини средњег дела где се број импулса мало мења, и који се зове плато. Тад број импулса практично не зависи од евентуалних мањих промена напона. Пожељно је да плато буде што равнији и дужи. Његов квалитет зависи првенствено од чистоће гасне смеше. Код комерционалног бројача он износи око 200 V ако су пуњени паром а код халогених је краћи и стрмији. 
Ефикасност бројача у најужем смислу речи (унутрашња ефикасност) дефинише се као вероватноћа да ће честица бити детектована ако је доспела унутар бројача. За наелектрисане честице, као што су алфа и бета, ако прођу кроз прозор, ефикасност је практично 100%. Ефикасност за гама зраке је знатно мања. Њихова детекција се заснива на фото и комтоновим електронима које избаци из цилиндра и гаса. Она зависи од њихове природе и енергје гама зрака и мања је од 2%.
Предности
Предности ових детектора огледају се у томе што су:
- јефтини

- робустни

- са великим избором величина и примена,

- великим излазним сигналом који се производи у цеви,
- захтева минималну електронску обраду сигнала за једноставно бројање

- може мерити укупну гама дозу када се користи цев са компензацијом енергије.

Недостаци
Недостаци ових детектора су у томе што:
- не могу да мери енергију зрачења (без спектрографских информација),

- не мере високе стопе зрачења због мртвог времена,

- стални високи нивои зрачења доводи до деградације гаса за пуњење.

## Литетратура
- Blenler E. and Goldsmith J.G., Experimental nucleonics, Rinehart Company, Inc., New York, 1958
- Price J. W., Nuclear radiation detection, Mc Grow Hill, New York 1958
- Washtell S., Radiation Counters an detectors , Tower House, London 1958
- Overman T. R., Clarc M. H., Radioisotopes tehniques, Mc Grow Hill, Inc., New York 1960